# Thomas Rhett
Thomas Rhett Akins Jr., noto solo come Thomas Rhett (Valdosta, 30 marzo 1990), è un cantautore e paroliere statunitense.
È figlio d'arte, infatti suo padre è il cantante di musica country Rhett Akins. Tra i suoi brani più conosciuti vi sono It Goes Like This, Get Me Some of That e T-Shirt. Ha scritto anche brani per altri artisti, tra cui Jason Aldean, Florida Georgia Line e Lee Brice. Nella sua carriera ha pubblicato 4 album e raggiunto 15 volte la vetta 1 delle due classifiche country di Billboard che fanno riferimento rispettivamente alle vendite e all'airplay radiofonico dei brani.

## Biografia e carriera

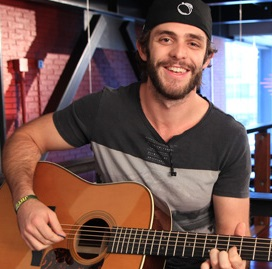
Thomas Rhett nel 2013

### Esordi, attività di paroliere,It Goes Like This
In quanto figlio di una stella della musica country, Thomas Rhett è entrato in contatto con leggende del genere come Tim McGraw fin da bambino. Crescendo, l'artista impara a suonare la batteria e forma un gruppo insieme ad alcuni compagni di scuola, oltre ad accompagnare più volte suo padre sul palco. Completata la scuola, Rhett si iscrive alla Lipscomb University scegliendo di studiare scienze della comunicazione, ma nel 2010 lascia l'università con lo scopo di portare avanti la sua carriera musicale. Sempre nel 2010 firma un contratto con Big Machine Label Group in qualità di autore. Il primo brano che porta la sua firma è I Ain't Ready to Quit di Jason Aldelan, per poi continuare negli anni successivi a scrivere singoli di successo per lo stesso Aldelan nonché per i Florida Georgia Line e Lee Brice.
Grazie al suo successo come autore, nel 2012 Rhett inizia a pubblicare brani anche in qualità di interprete. I primi brani da lui pubblicati sono Something to Do with My Hands e Beer with Jesus, ma è soltanto il terzo singolo It Goes Like This a portarlo per la prima volta al successo come cantante, raggiungendo la numero 1 nella classifica country radiofonica e la numero 2 in quella relativa alle vendite. Nella classifica country airplay di Billboard resa disponibile il 21 settembre 2013, l'artista è presente in top 10 con ben 5 brani scritti da lui, inclusa It Goes Like This. L'artista pubblica il suo album di debutto It Goes Like This il 29 ottobre 2013 e ne porta avanti la promozione attraverso il lancio di altri due singoli.

### Tangled Up, Life Changes, Center Point Road
Il 25 settembre 2015 Thomas Rhett pubblica il suo secondo album Tangled Up, preceduto dal lead single Crash and Burn nel precedente mese di aprile. Sia i primo singolo che i successivi due Die a Happy Man e T-Shirt raggiungono la vetta della classifica airplay country. In tutto vengono lanciati 5 singoli per la promozione del disco.
L'8 settembre 2017 l'artista pubblica il suo terzo album Life Changes: anche questo disco viene promosso attraverso il lancio di ben 5 singoli, tra cui le hit Craving You con Maren Morris, Marry Me e Unforgettable. La title track è stata lanciata come quarto singolo estratto dall'album. Il 1º marzo 2019 Rhett pubblica il singolo Look What God Gave Her; il giorno successivo si esibisce con il brano durante il noto show televisivo Saturday Night Live e presenta su tale palco un brano in quel momento inedito, Don't Threaten Me With a Good Time. Il successivo 31 maggio pubblica l'album Center Point Road, estraendo successivamente il brano Remember You Young come secondo singolo.

### Country AgaineWhere We Started
Il 13 novembre 2020 Rhett pubblica il singolo What's Your Country Song e il relativo video musicale, annunciando il brano in qualità di primo singolo estratto dal suo quinto album. L'album viene pubblicato Country Again: Side A viene pubblicato il 30 aprile 2021. Meno di un anno dopo, il 1º aprile 2022 l'artista pubblica l'album Where We Started, con l'intenzione di pubblicare anche Country Again: Side B entro la fine dell'anno.

## Vita privata
Thomas Rhett ha sposato Lauren Akins nel 2012. Nel 2017 la coppia ha adottato una bambina ugandese, Willa Gray Akins, e messo al mondo una figlia biologica, Ada James Akin, immediatamente dopo. 

## Discografia

### Album in studio
- 2013 – It Goes Like This
- 2015 – Tangled Up
- 2017 – Life Changes
- 2019 – Center Point Road
- 2021 – Country Again: Side A
- 2022 – Where We Started
- 2024 - About a Woman

### EP
- 2012 – Thomas Rhett